# Tellima
Tellima R. Brown – rodzaj roślin należący do rodziny skalnicowatych (Saxifragaceae Juss.). Obejmuje co najmniej 10 gatunków występujących naturalnie w północno-zachodniej części Ameryki Północnej.

## Systematyka
Pozycja i podział rodziny według Angiosperm Phylogeny Website (aktualizowany system APG IV z 2016)
Skalnicowate tworzą grupę siostrzaną dla rodziny agrestowate (Grossulariaceae DC.), wraz z którą wchodzą w skład rzędu skalnicowców (Saxifragales Dumort.).
Pozycja rodziny według systemu Reveala (1994-1999)
Gromada okrytonasienne (Magnoliophyta Cronquist), podgromada Magnoliophytina Frohne & U. Jensen ex Reveal, klasa Rosopsida Batsch, podklasa różowe (Rosidae Takht.), nadrząd Saxifraganae Reveal, rząd skalnicowce (Saxifragales Dumort.), podrząd Saxifragineae Engl., rodzina skalnicowate (Saxifragaceae Juss.)
Wykaz gatunków
| - Tellima australis (Rydb.) Fedde - Tellima breviloba (Rydb.) Fedde - Tellima catalinae (Rydb.) Fedde - Tellima cymbalaria (Torr. & A. Gray) Steud. - Tellima glabra (Nutt.) Steud. | - Tellima grandiflora (Pursh) Douglas ex Lindl. - Tellima intermedia (Rydb.) Fedde - Tellima tenella (Nutt.) Steud. - Tellima trifida (Eastw. ex Small & Rydb.) Fedde - Tellima triloba (Rydb.) Fedde |